# Puig Tifell
El Puig Tifell és una muntanya de 409 metres que es troba entre els municipis de Colera i Llançà, a la comarca catalana de l'Alt Empordà.